# Fernando Cicarelli

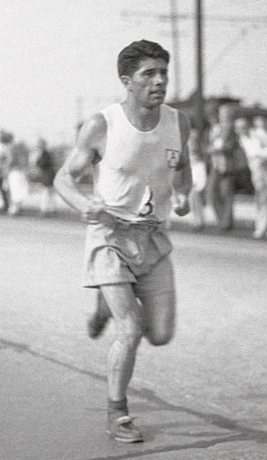
Fernando Cicarelli (1930)

Fernando Cicarelli (* 18. Juli 1905 in Oliva, Córdoba, Argentinien; † 26. April 1984 in Córdoba, Argentinien) war ein argentinischer Leichtathlet.
Cicarelli nahm als Mittel- und Langstreckenläufer mehrfach an den Südamerikameisterschaften teil. Zudem trat er bei den Olympischen Spielen 1932 in Los Angeles an und konnte dort über 10.000 Meter den zwölften Platz und über die Marathondistanz den 17. Platz belegen.
Insgesamt konnte er in seiner Karriere neben den zuvor erwähnten olympischen Platzierungen die folgenden Erfolge bei Südamerikameisterschaften erzielen:

## 3000 m
- 1926: 3. Platz
- 1927: 2. Platz

## 5000 m
- 1926: 3. Platz

## 10.000 m
- 1929: 2. Platz

## Straßenlauf (20 Meilen)
- 1933: 3. Platz

## Crosslauf
- 1929: 3. Platz
- 1931: Südamerikameister
- 1933: 2. Platz